# Медяна (Краснооктябрьский район)
Медяна (тат. Мәдәнә) — деревня в Краснооктябрьском районе Нижегородской области, в 40 км к югу от города Сергач и в 15 км к югу от райцентра Уразовка. Через село протекает река Большая Медяна (приток Медяны).
До революции 1917 года село было крупным исламским религиозным центром (в селе было 5 мечетей). В настоящее время в селе располагается духовный татарский центр «Медина».

## Население
Численность населения деревни из официальных источников (ревизские сказки, переписи населения)
| 1719 | 1744 | 1762 | 1834 | 1850 | 1858 | 1911 |
| ---- | ---- | ---- | ---- | ---- | ---- | ---- |
| 318  | 486  | 582  | 719  | 1745 | 2015 | 4558 |

| 2002 | 2010 | 2012 | 2013 | 2014 | 2015 | 2016 |
| ---- | ---- | ---- | ---- | ---- | ---- | ---- |
| 723  | ↘609 | ↘584 | ↘575 | ↘554 | ↘550 | ↘536 |
| 2017 | 2018 | 2019 | 2020 | 2021 |      |      |
| ↘520 | ↘497 | ↘482 | ↘463 | ↘462 |      |      |

## История

#### Первое упоминание
Деревня Медяна была основана 25 июня 1674 году служилыми татарами. Зная о пустующих землях по берегам реки Медяны, 26 молодых служилых и неслужилых татар из разных татарских деревень Алатырского уезда получили эти свободные земли. Их звали: Уразай Ишелеев (род. около 1650 г.), Утеш Ишеев, Агилда Елдашев, Уразай Ишмаметев, Тимай Чинаев сын Сюнчалеев, Алкайка сын Еналеев, Тобай Елдашев, Мамотя Булатов, Байбарска Елдашев, Адякай Биктеев, Бибарс Бекбулатов, Сюней Кудрелеев (Синяч Кондратов), Курмамет Битюков, Капкун Енбулатов, Саиш Сюняков, Акчура Енбулатов, Бибач (Тюбяк) Убяков, Сюнчалей Тохтамышев, Акбердя Кудрелеев, Уразай Бухтакратов, Сюнчалей Енбулатов, Игимай Алчимашев, Друган Ишелеев, Миней (Милай) Булаев, Акбердяк Кузьмин сын Елдашев, Агилдей Булатов сын Еналеев.
Первым абызом деревни был Исанелей Бикметев (Исаляй Бикмаметев). Уже будучи абызом, он купил землю в Медяне в конце XVII века и обзавелся здесь семьей. Зная исламское вероучение, он помогал жителям деревни овладеть им. Его сын Селим, родившийся в 1721 году, после смерти отца заместил его на посту руководителя общины.

#### Ранняя история
В течение XVIII века в связи с петровскими реформами (созданием губерний и др.) менялся территориально-административный статус деревни Медяны. С 1708 по 1717 год она входила в Алатырский уезд Казанской губернии. А с 1717 года деревня Новая Татарская Медяна, оставаясь в Алатырском уезде, оказалась наряду с другими из алатырских и курмышских мест деревнями в Алатырской провинции Нижегородской губернии, в составе которой оставалась до 1779 года. С 1780 года в течение 17 лет центрами для Медяны были Курмыш и Симбирск, так как она являлась деревней Курмышской округи (Курмышского уезда) Симбирского наместничества. С 1797 года медянцы проживали во вновь созданной Рыбушкинской волости Курмышского уезда, во вновь образованной на базе Симбирского наместничества — Симбирской губернии.
Во время Северной войны со шведами, в 1708 году было взято на службу государеву и отправлено сначала в Алатырь, а затем в Симбирск, в полк стольника и воеводы Федора Есипова 22 человека из селения Новая Медяна. Из них только семеро человек вернулись домой, остальные погибли.
По указу Петра Первого от 31 января 1718 года, «повелено в Казанской, Воронежской и Нижегородской губерниях и Симбирском уезде для работ по вырубке и доставке корабельных лесов, брать служилых мурз, татар, мордву и чуваш …». Деревня Медяна была приписана к ведомству Казанской Адмиралтейской конторы. В город Баку на строительство крепости между 1719 и 1748 гг. было послано 4 человека.

#### Новое время

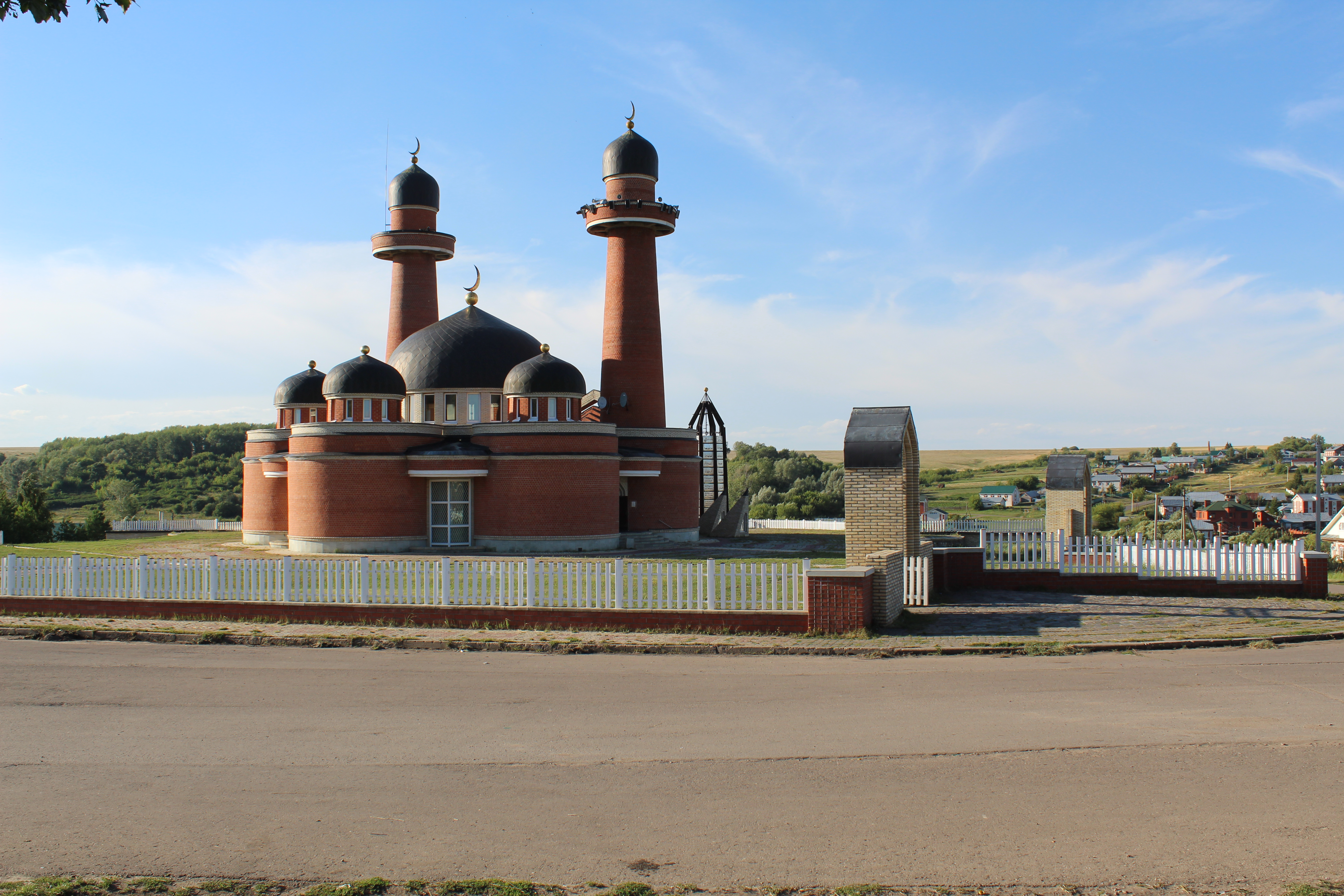

В конце 18 века рядом с Медяной располагались четыре ветряные мельницы, а общая площадь земельных угодий составляла 3365,5 десятины.
В начале XIX века жители Медяны по-прежнему в документах довольно часто именовались «служилые татары», видимо, по старой памяти. Но с 1797 года они не являлись не только служилыми татарами, но и лашманами, поскольку вышли с 1797 года из-под контроля Адмиралтейской конторы.
Время возникновения (постройки) первой соборной мечети в Медяне относится, предположительно, к середине XVIII столетия. В июле 1853 года Арифулла Салехов был утвержден указным муллой первой соборной мечети. Ещё одна соборная мечеть была построена в центре деревни, в 1850 году при ней открывается мектебе. В 1845 году была построена третья соборная мечеть. Четвертая по времени возникновения — это построенная в 1861 году медянская мечеть.
Главные болезни, которым были подвержены жители Медяны во второй половине XIX столетия — это тиф для взрослых и оспа для детей.

#### XX век
В начале XX века разросшийся поселок был религиозным мусульманским центром с пятью соборными мечетями. К 1952 году все мечети исламского селения были разрушены. В 1980-х годах вновь созданная мусульманская община начинает деятельность с воплощения в жизнь проекта строительства религиозно-просветительского комплекса, в составе которого: мечеть, музей, клуб, гостиничный комплекс и больница. С 1992 по 1994 гг. шло строительство главной мечети Рашида, названной в честь матери мецената и председателя религиозной общины Ф. А. Гильманова. Автором мусульманской святыни стал архитектор Ильяс Тажиев (автор мечети на Поклонной горе), воплотивший в камне образ цветка с пятью лепестками, три из которых увенчаны куполами. Внутреннее убранство (суры из Корана и растительный орнамент) выполнено в бело-золотых тонах. Под мечетью был организован краеведческий музей, посвященный истории нижегородских татар, с несколькими экспозициями. Перед входом установлен памятник Йа-Син, представляющий собой ажурную 25-метровую стелу с шестью гранями, между которыми прикреплены металлические пластины с молитвой, посвященной всем мусульманам, погибшим от рук советской власти. В религиозно-просветительский комплекс помимо монумента и мечети входит: дом Ф. К. Вахитова (Фатех-муллы), памятное место захоронения мусульманского духовенства и памятные места утерянных мечетей. В наши дни мечеть Рашида является лучшим образцом современной исламской архитектуры в России, а духовный татарский центр — объектом культурного наследия регионального значения.